# Gallatin, Missouri
Gallatin är administrativ huvudort i Daviess County i Missouri. Orten har fått sitt namn efter finansministern Albert Gallatin. I Gallatin utkommer en lokaltidning, Gallatin North Missourian. Tidningen startades år 1864.

## Kända personer från Gallatin
- Conrad Burns, politiker
- Walter Page, kontrabasist